# كبل ربط غيم كيوب - غيم بوي أدفانس
كبل ربط غيم كيوب - غيم بوي أدفانس (بالإنجليزية: GameCube – Game Boy Advance link cable) (DOL-011) هو كبل يستخدم لربط غيم بوي أدفانس بغيم كيوب. يقدم الكبل وظائف مختلفة مع ألعاب مختلفة. تتضمن هذه الوظائف فتح محتوى إضافي، وتحويل غيم بوي أدفانس إلى شاشة ثانية، وتحويل غيم بوي أدفانس إلى جهاز تحكم منفصل، أو نقل العناصر داخل اللعبة بين الألعاب ذات الصلة. عند استخدامه مع غيم بوي بلاير، يمكن استخدام غيم بوي أدفانس للتحكم في أي لعبة غيم بوي تُلعَب من خلال غيم كيوب.
يحتوي الكبل على طرف يُوَصَّل بفتحة تحكم غيم كيوب وطرف آخر يُوَصَّل بمنفذ تمديد غيم بوي أدفانس. الكبل متوافق مع غيم كيوب ووي الأصلي على جانب المشغل، وغيم بوي أدفانس وغيم بوي أدفانس أس بي وغيم بوي بلاير وإي-ريدر على الجانب المحمول. نظرًا لأن غيم بوي مايكرو يحتوي على منفذ ارتباط مختلف الشكل، فإن الكبل الرسمي لا يعمل معه، لكن الهواة تمكنوا من اختراق الإصدارات محلية الصنع معًا. كما أنه غير متوافق مع عائلة نينتندو دي أس المتتالية، حيث أن توافق دي أس ودي أس لايت الأصلي مع النسخ السابقة لغيم بوي أدفانس لا يمتد إلى ملحقاته، حيث يفتقر إلى منفذ التمديد الضروري.

## الألعاب
فيما يلي قائمة بألعاب غيم كيوب المتوافقة، مع لعبة غيم بوي أدفانس المقابلة أو غ/م إذا لم تكن هناك حاجة إلى لعبة غيم بوي أدفانس.
| لعبة غيم كيوب                            | لعبة غيم بوي أدفانس                                               | السمات |
| ---------------------------------------- | ----------------------------------------------------------------- | --- |
| أول-ستار بيسبول 2004                     | أول-ستار بيسبول 2004                                              | تنقل بطاقات التداول بين كلا النسختين. |
| أمايزينغ آيلاند                          | —                                                                 | يدخل إلى لعبة ورق قابلة للعب على غيم بوي أدفانس، والتي يمكن للاعبين استخدامها لفتح محتوى جديد. |
| أنيمل كروسينغ                            | غ/م (اختياري: إي-ريدر)                                            | تستخدم كشاشة ثانية لغيم كيوب لتصميم الأنماط، للوصول إلى جزيرة سرية و/أو لعب لعبة مصغرة على غرار الحيوانات الأليفة الافتراضية مع ساكن الجزيرة، ولعب ألعاب إن إي إس القابلة للتنزيل. مع إي-ريدر، تسمح بمسح البطاقات المتوافقة للعناصر الإضافية، والأنماط، وإيقاعات المدينة. دعم إي-ريدر غير متوفر في النسخة الأوروبية. |
| باتمان: رايز أوف سن تزو                  | باتمان: رايز أوف سن تزو                                           | تفتح أوضاع خاصة في نسخة غيم بوي أدفانس لكن لا يمكن حفظه. خيار ربط غيم بوي أدفانس غير متوفر في كلا النسختين الأوروبيين. |
| بيلي هاتشر أند ذا جاينت إيغ              | —                                                                 | تُستخدم لتنزيل ولعب ألعاب مصغرة غير قابلة للفتح استنادًا إلى تشو تشو روكيت!، ونايتس إنتو دريمز، وبويو بوب. |
| كراش بانديكوت: ذا راث أوف كورتكس         | —                                                                 | تمكن فتح لعبة مصغرة سرية. |
| كراش نيترو كارت                          | كراش نيترو كارت                                                   | يلغى تأمين ثلاث شخصيات بالتناوب (نيتروس أوكسايد وإن تروبي وسبايرو) وجميع طرق الغش الأربعة في نسخة غيم بوي أدفانس. |
| داكار 2                                  | —                                                                 | تستخدم للعب نسخة غيم بوي أدفانس التي لم تصدر من اللعبة. |
| ديزني سبورتس باسكيتبول                   | ديزني سبورتس باسكيتبول                                            | تنقل لقطات الشاشة من غيم بوي أدفانس إلى إصدار غيم كيوب. |
| ديزني سبورتس سوكر                        | ديزني سبورتس سوكر                                                 | تنقل لقطات الشاشة من غيم بوي أدفانس إلى إصدار غيم كيوب. |
| ديزنيز ماجيكال ميرور ستارينغ ميكي ماوس   | ذا ماجيكال كويست ستارينغ ميكي ماوس                                | يفتح محتوى جديد، وتحمل العناصر من كويست إلى ميرور. |
| فيفا كرة القدم 2004                      | فيفا كرة القدم 2004                                               | يفتح محتوى جديد وينقل تقدم اللعبة. |
| فاينل فانتازي كريستال كرونيكلز           | —                                                                 | مطلوب لكل لاعب في وضع اللعب الجماعي. يسمح لكل لاعب بالتحكم في شخصيته والوصول إلى قائمة فردية، دون مقاطعة أسلوب اللعب. |
| فاير إمبلم: باث أوف راديانس              | فاير إمبلم، فاير إمبلم: ذا ساكرد ستونز                            | يفتح المحتوى الإضافي في باث أوف راديانس |
| غيم بوي بلاير                            | —                                                                 | يمكن استخدام غيم بوي أدفانس كوحدة تحكم بدلاً من وحدة تحكم غمي كيوب. |
| هاري بوتر أند ذا تشامبر أوف سكيرتز       | هاري بوتر أند ذا تشامبر أوف سكيرتز                                | يفتح محتوى جديد لنسخة غيم بوي أدفانس. |
| هاري بوتر أند ذا بريزينر أوف أزكابان     | هاري بوتر أند ذا بريزينر أوف أزكابان                              | يفتح محتوى جديد. |
| هاري بوتر: كويديتش ورلد كاب              | هاري بوتر: كويديتش ورلد كاب                                       | يسمح بنقل بطاقات كويديتش بين اللعبة واللعب الجماعي. |
| هارفست مون: آه واندرفل لايف              | هارفست مون: فريندز أوف ماينرال تاون                               | يفتح محتوى جديد. |
| هارفست مون: أنوذر واندرفل لايف           | هارفست مون: مور فريندز أوف ماينرال تاون                           | يفتح محتوى جديد. |
| هوت ويلز فيلوسيتي إكس                    | هوت ويلز فيلوسيتي إكس                                             | يفتح محتوى جديد. |
| جيمس بوند 007: إيفريثينغ أور نوثينغ      | جيمس بوند 007: إيفريثينغ أور نوثينغ                               | تستخدم لمساعدة اللاعبين على نسخة غيم كيوب. |
| كوروكي! بان-و نو كيكي أو سوكويه          | كوروكي! 3: غورانيو أوكوكو نو نازو                                 | يفتح برجر في لعبة غيم بوي أدفانس. |
| كورورين سكواش!                           | —                                                                 | تستخدم للعب ألعاب مصغرة غير قابلة للفتح. |
| ذا ليجند أوف زيلدا: فور سوردز أدفنشرز    | —                                                                 | يمكن استخدام غيم بوي أدفانس كوحدة تحكم بدلاً من وحدة تحكم غيم كيوب للاعب فردي. يتيح أيضًا إمكانية اللعب الاختياري الجماعي مع ما يصل إلى أربعة لاعبين، ولكن يلزم وجود غيم بوي أدفانس وكبل منفصل لكل لاعب. |
| ذا ليجند أوف زيلدا: ذا ويند وايكر        | —                                                                 | يتيح اللعب التعاوني الاختياري للاعبين. (تينغل تونر) |
| ذا لورد أوف رينغز: ذا ريترن أوف ذا كينغ  | ذا لورد أوف رينغز: ذا ريترن أوف ذا كينغ                           | يفتح سام جامجي كشخصية قابلة للعب ويسمح للعناصر الزرقاء النادرة بإسقاطها. يفتح سام جامجي كشخصية قابلة للعب ويسمح بإسقاط العناصر الزرقاء النادرة. |
| مادن إن إف إل 2003                       | مادن إن إف إل 2003                                                | تستخدم كلوحة نتائج تفاعلية. |
| مادن إن إف إل 2004                       | مادن إن إف إل 2004                                                | يسمح للاعبين باستخدام بطاقات مادن في نسخة غيم كيوب. خيار ربط غيم بوي أدفانس غير متوفر في نسخة غيم كيوب الأوروبية لأن نسخة غيم بوي أدفانس لم تصدر في أوروبا. |
| ماريو غولف: تودستول تاور                 | ماريو غولف: أدفانس تاور                                           | يفتح محتوى جديد وينقل تقدم اللعبة. |
| ماريو كارت دبل داش بونس ديسك             | فاير إمبلم                                                        | يفتح العناصر الحصرية التي لا يمكن الحصول عليها إلا من قرص البونس. تفتح أيضًا الموسيقى التصويرية 99 و100. خيار ربط غيم بوي أدفانس غير متوفر في النسخة الأوروبية من فاير إمبلم، حيث لم يصدر قرص بونس في أوروبا. |
| ميدابوتز إنفينيتي                        | سلسلة ميدابوتز                                                    | تفتح شخصيتان رئيسيتان. |
| ميدل أوف أونر: رايزنغ سان                | ميدل أوف أونر: إنفوتايتر                                          | تظهر خريطة المستوى الحالي على غيم بوي أدفانس. |
| ميجا مان إكس: كوماند ميشين               | —                                                                 | تستخدم كشاشة ثانية. |
| مترويد برايم                             | مترويد فيوشن                                                      | يفتح محتوى برايم، بما في ذلك زي فيوشن سويت ومحاكاة مترويد على إن إي إس. |
| مستر دريلر: دريل لاند                    | مستر دريلر أيه                                                    | يسمح للاعب بنقل حيواناته الأليفة الرقمية باكتيريا إلى اللعبة. |
| ناسكار ثندر 2003                         | —                                                                 | إدارة البيانات على سيارة اللاعب وترتيب السباق الحالي. |
| نينتندو غيم كيوب بريفيو ديسك             | —                                                                 | تُستخدم لتشغيل عروض توضيحية قابلة للتنزيل من واريو وير، إنك.: ميغا مايكروغيمز$! ودكتور ماريو. |
| نينتندو بازل كولكشن                      | —                                                                 | يستخدم غيم بوي أدفانس كوحدة تحكم. يمكن استخدامه أيضًا لتنزيل نسخ إن إي إس من دكتور ماريو ويوشيز كوكي جنبًا إلى جنب مع نسخة غيم بوي أدفانس بانيل دي بون. |
| باك مان فرسس                             | —                                                                 | مطلوب غيم بوي أدفانس للعب. يلعب ثلاثة لاعبين دور الأشباح في مطاردة باك مان، مع وجود وحدات تحكم عادية تنظر إلى شاشة التلفزيون؛ يتحكم اللاعب الرابع في باك مان على غيم بوي أدفانس ويمكنه رؤية الخريطة بأكملها. فقط عندما يكون اللاعب هو باك مان، يمكنهم تسجيل النقاط.                                                  |
| سلسلة فانتاسي ستار أونلاين الحلقة 1 و2   | —                                                                 | تستخدم للعب ألعاب مصغرة مبنية على بويو بويو ونايتس إنتو دريمز. يتضمن أيضًا نسخةً خاصةً من حديقة تايني تشاو، والتي تمكن للاعبين استخدامها لاستيراد تيلز تشاو إلى سونيك أدفنشر دي إكس أو سونيك أدفنشر 2: باتل. |
| بوكيمون بوكس: روبي وسابافير              | سلسلة بوكيمون                                                     | يسمح بنقل البوكيمون بين الألعاب. لا يكون وضع المغامرة ممكنًا إلا عند ربطه ببوكيمون روبي أو سابفاير، مما يجعل من الممكن لعب هذه الألعاب المحمولة في وضع ملء الشاشة باستخدام وحدة تحكم غيم كيوب (مثل غيم بوي بلاير). |
| بوكيمون شانل                             | سلسلة بوكيمون (اختياري: إي-ريدر)                                  | باستخدام بطاقات إي-ريدر الخاصة، يمكن للاعبين الحصول على فن خط خاص للتلوين. في النسخ الأوروبية والأسترالية من اللعبة، يمكن للاعبين أيضًا فتح لعبة جيراتشي القابلة للتنزيل لوضعها في بوكيمون روبي أو سابفاير. هذا جيراتشس القابل للتنزيل قام أيضًا بتصحيح "غيلتش بيري" الموجود في هذه الألعاب.                           |
| بوكيمون كولوسيوم (يتضمن قرص البونس)      | سلسلة بوكيمون                                                     | يسمح بنقل البوكيمون بين الألعاب، ويمكن إجراء المعارك في كولوسيوم باستخدام غيم بوي أدفانس لإصدار الأوامر. |
| بوكيمون إكس دي: غال أوف داركنس           | سلسلة بوكيمون                                                     | يسمح بنقل البوكيمون بين الألعاب، ويمكن إجراء المعارك في إكس دي باستخدام غيم بوي أدفانس لإصدار الأوامر. |
| برنس أوف بيرشيا: ذا ساندز أوف تايم       | برنس أوف بيرشيا: ذا ساندز أوف تايم                                | يفتح محتوى جديد وينقل تقدم اللعبة. |
| رايمان 3                                 | غ/م (اختياري: رايمان 3)                                           | يسمح باستخدام تعدد اللاعبين في بعض الألعاب المصغرة. مع نسخة غيم بوي أدفانس، يفتح الألعاب المصغرة الإضافية. |
| رود تريب: ذا آركيد إديشن                 | رود تريب: شيفتينغ غيرز                                            | يفتح محتوى جديد. يستخدم غيم بوي أدفانس كوحدة تحكم. |
| ذا سيمز: باستن أوت                       | غ/م (اختياري: ذا سيمز: باستن أوت)                                 | يفتح محتوى جديد وينقل تقدم اللعبة. |
| سونيك أدفنشر 2: باتل                     | غ/م (اختياري: سونيك أدفانس، سونيك أدفانس 2 أو سونيك بينبول بارتي) | ينقل تشاو إلى حديقة تايني تشاو (على غرار تشاو أدفنشر لوحدة الذاكرة المرئية). مع ألعاب غيم بوي أدفانس، يسمح للمستخدم بحفظ تشاو في حديقة تايني تشاو في نسخة غيم بوي أدفانس. |
| سونيك أدفنشر دي إكس: دايركتورز كت        | غ/م (اختياري: سونيك أدفانس، سونيك أدفانس 2 أو سونيك بينبول بارتي) | ينقل تشاو إلى حديقة تايني تشاو (على غرار تشاو أدفنشر لوحدة الذاكرة المرئية). مع ألعاب غيم بوي أدفانس، يسمح للمستخدم بحفظ تشاو في حديقة تايني تشاو في نسخة غيم بوي أدفانس. |
| إس إس إكس 3                              | إس إس إكس 3                                                       | يسمح بتحويل الأموال بين نسخ غيم بوي أدفانس وغيم كيوب. |
| ستار وارز روج سكوادرون III: ريبيل سترايك | —                                                                 | يمكن استخدام شاشة/عناصر تحكم غيم بوي أدفانس لإصدار أوامر طيار الجناح بشكل خاص في وضع فيرسوس. |
| تايغر وودز بي جي أيه تور 2004            | —                                                                 | يفتح محتوى جديد. |
| توم كلانسيز سبلينتر سيل                  | غ/م (اختياري: توم كلانسيز سبلينتر سيل)                            | يمكن استخدام غيم بوي أدفانس كخريطة مصغرة/رادار لنسخة غيم كيوب. مع إصدار غيم بوي أدفانس، تفتح مستويات إضافية لغيم بوي أدفانس. |
| توم كلانسيز سبلينتر سيل: باندورا تومورو  | غ/م (اختياري: توم كلانسيز سبلينتر سيل: باندورا تومورو)            | يمكن استخدام غيم بوي أدفانس كخريطة مصغرة/رادار لنسخة غيم كيوب. مع إصدار غيم بوي أدفانس، تفتح مستويات إضافية لغيم بوي أدفانس. |
| توم كلانسيز سبلينتر سيل: تشاوس ثيوري     | —                                                                 | يمكن استخدام غيم بوي أدفانس كخريطة مصغرة/رادار. |
| واريو ورلد                               | —                                                                 | ترسل عروض (ديمو) واريو وير، إنك.: ميغا مايكروغيمز$! التوضيحية لغيم بوي أدفانس. |
| واريو وير، إنك.: ميغا بارتي غيمز!        | —                                                                 | يمكن استخدام غيم بوي أدفانس كوحدة تحكم بدلاً من وحدة تحكم غيم كيوب. |

## وصلات خارجية
- قائمة الألعاب التي تدعم كبل ربط غيم كيوب - غيم بوي أدفانس على آي جي إن (بالإنجليزية)